# Реис Шакири
Реис Алита Шакири (на македонска литературна норма: Реис Алита Шакири) е югославски партизанин и деец на НОВМ.

## Биография
Роден е на 12 декември 1919 година в ресенското село Сопотско. През 1941 година става член на ЮКП. Взема участие в създаването на Битолско-преспанския партизански отряд „Даме Груев“. През 1942 година е арестуван от българските власти и интерниран в Свети Врач. Делегат е на заседание на АСНОМ. След Втората световна война става майор от запаса и секретар на МКП за Гостивар. По-късно е член на Председателството на Социалистическа република Македония. Преминава през различни длъжности като началник на Областно отделение в Битоля и градско отделение в Скопие. Става член на ЦК на МКП. В периода 1948-1950 година е министър на социалната политика и Народното здраве на СРМ. От 1950 до 1952 година е подпредседател на Президиума на Народното събрание на СРМ. Между 1957 и 1967 година е член на Изпълнителния комитет на Народното събрание на СРМ. Отделно е председател на Околийския комитет на ССРНМ в Тетово, подпредседател на Събранието на СРМ, подпредседател на Републиканския съвет на ССМ, пратеник в Народното събрание на ФНРЮ.